# Felice Mastropierro
Felice Mastropierro, né le 5 octobre 1976 à Milan, est un joueur international italien de futsal reconverti entraîneur.
Mastropierro débute au Milan calcio à 5 avec qui il est vice-champion d'Italie et champion national U21 en 1998. Il joue en Serie A jusqu'en 2005 où il s'envole pour l'Espagne. Après deux années, il revient en Italie outre la saison 2010-2011 au Paris Métropole Futsal avant de conclure sa carrière en Serie B.
Durant sa carrière, l'ailier connaît deux sélections en équipe nationale d'Italie. 
Felice Mastropierro se reconvertit comme entraîneur au Toulon Tous Ensembles Futsal en 2013, avec qui il est finaliste en 2015 puis élu meilleur entraîneur du championnat de France en 2016. Après deux années sans entraîner, il prend la tête de l'UJS Furiani en D2 française, puis retourne en Italie en 2020, à la Città di Massa.

## Biographie

### Joueur
Felice Mastropierro débute le futsal en 1996 dans sa ville natale, Milan, où il est vice-champion d'Italie avec l'équipe première et champion d'Italie des moins de 21 ans. En 2000, il s'installe à Petrarca où il reste trois saisons jusqu'à la défaite en play-out qui provoque la relégation du club de Padoue en Serie A2.
Mastropierro rejoint le Prato Calcio a 5 avec lequel il remporte immédiatement la supercoupe italienne. Dès décembre, il décide de signer à Luparense.
En 2006, il déménage en Espagne, où il joue au Carnicer Torrejón, puis aux Canaries dans le club Colegio Arenas et passe ensuite chez le club champion du monde Caja Segovia puis au Club Inca, sur l'île de Majorque.
En février 2007, il retourne dans son pays natal, à la Lazio Nepi, tandis que la saison suivante, il joua avec Ponzio Pescara jusqu'en décembre, lorsqu'il accepte l'offre de Lecco.
En 2009, il rejoint Lecco C5 et l'année suivante à Lecco et Toniolo Calcio a 5, puis à Domus Bresso pour revenir à Comelt Toniolo Milano au milieu de l'an 2010, toujours en championnat national. 
Il joue ensuite dans l'élite française du futsal, au Paris Métropole. Il passe ensuite la première partie de la saison 2011-2012 à Cagliari C5 puis, en novembre 2011, passe en Serie B à Poggibonsese,.
Durant sa carrière de joueur, il porte le maillot de l'Équipe nationale d'Italie de futsal à deux reprises.

### Entraîneur
Lors de la saison 2013-2014, Felice Mastropierro est nommé entraîneur du Toulon Tous Ensembles qui évolue dans la Division 1 française. Mastropierro dirige l'équipe provençale pendant trois ans. Il qualifie deux fois l'équipe pour la phase finale de D1. La première année est plutôt réussie avec une sixième place en championnat et une demi-finale de Coupe de France,. Il connaît ensuite une défaite en finale 2014-2015, et est élu meilleur entraîneur du championnat de la saison 2015-2016.
L'Italien rejoint alors le Nord de la France et le Douai Gayant Futsal. Mais dès fin septembre 2016, il repart à Barcelone pour raison personnelle.
En 2018, après  une pause de deux ans due à des engagements personnels, il devient entraîneur de l'UJS Furiani en Corse. En août 2019, il rejoint ponctuellement son ancien club de Toulon, récent champion de France, pour superviser ses futurs adversaires en Ligue des champions. Il reste entraîneur de Furiani en Division 2. 
En 2020, Mastropierro devient entraîneur de la Città di Massa. 

## Palmarès
Felice Mastropierro remporte une Supercoupe d'Italie avec Prato en tant que joueur.
- Supercoupe d'Italie (1)
  - Vainqueur : 2003 (Prato)

- Championnat italien des moins de 21 ans (1)
  - Champion : 1997-1998 (Milan)

- Championnat d'Italie
  - Vice-champion : 1997-1998 (Milan)

- Championnat de France
  - Finaliste : 2014-2015 (Toulon)
  - Meilleur entraîneur : 2015-2016 (Toulon)